# Divino afflante Spiritu
Divino afflante Spiritu ("Por inspiración del Espíritu") es una encíclica papal emitida por el papa Pío XII el 30 de septiembre de 1943 en la que se pedían nuevas traducciones de la Biblia a las lenguas  vernáculas utilizando como fuente las lenguas originales en lugar de la Vulgata latina.
La Vulgata, completada por  san Jerónimo y revisada en múltiples ocasiones, había constituido hasta entonces la base textual de todas las traducciones vernáculas de la Iglesia católica. Divino afflante Spiritu inauguró el período moderno de los estudios bíblicos católicos al fomentar el estudio de la crítica textual (o baja crítica), relativa al texto de las propias Escrituras y su transmisión (por ejemplo, para determinar las lecturas correctas) y permitió el uso del método histórico-crítico (o crítica superior), para informarse mediante la teología, la Sagrada Tradición y la historia eclesiástica sobre las circunstancias históricas del texto, formulando hipótesis sobre cuestiones como la autoría, la datación y asuntos similares. El eminente biblista católico Raymond E. Brown lo describió como una "Carta Magna para el progreso bíblico".

## Descripción
La encíclica apareció en la fiesta de Jerónimo para conmemorar el 50 aniversario de la encíclica de León XIII de 1893 Providentissimus Deus. Con Providentissimus Deus, el papa León dio la primera autorización formal para el uso de métodos críticos en la erudición bíblica. Pío XII señaló que se habían producido avances en la arqueología y en la investigación histórica, que aconsejaban precisar más el estudio de la Biblia.
Anteriormente, las traducciones católicas de la Biblia a las lenguas modernas solían basarse en la Vulgata latina, el texto utilizado en la Liturgia. Generalmente se remitían a los textos fuente (en hebreo bíblico, arameo bíblico y griego bíblico) sólo para aclarar el significado exacto del texto latino.
En su encíclica, Pío subrayó la importancia del estudio diligente de las lenguas originales y de otras lenguas afines para llegar a un conocimiento más profundo y completo del significado de los textos sagrados:

Debemos explicar el texto original, que fue escrito por el mismo autor inspirado y tiene más autoridad y mayor peso que cualquier traducción, incluso la mejor, ya sea antigua o moderna. Esto puede hacerse tanto más fácil y fructíferamente si al conocimiento de las lenguas se une una verdadera habilidad en la crítica literaria del mismo texto.

Las traducciones católicas más recientes de la Biblia se han basado directamente en los textos encontrados en manuscritos en las lenguas originales, teniendo en cuenta también las traducciones antiguas que a veces aclaran lo que parecen errores de transcripción en esos manuscritos. Sin embargo, la Vulgata latina sigue siendo la Biblia oficial en el Rito latino de la Iglesia católica.